# Mojiang

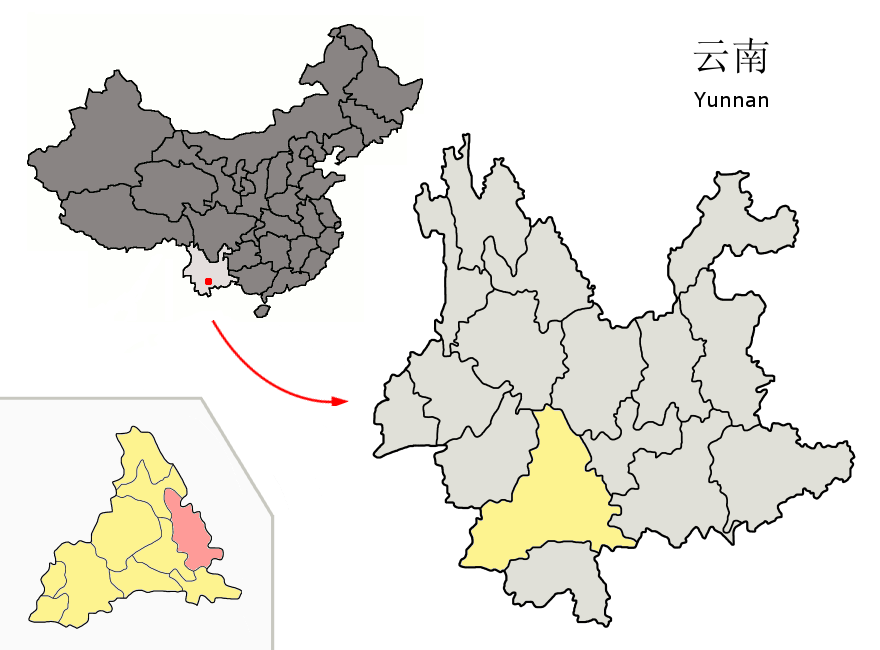
Lage von Mojiang (rosa) in der bezirksfreien Stadt Pu'er, Provinz Yunnan

Der Autonome Kreis Mojiang der Hani (墨江哈尼族自治县,  Mòjiāng Hānízú Zìzhìxiàn), kurz: Kreis Mojiang (墨江县) ist ein autonomer Kreis der Hani in der bezirksfreien Stadt Pu’er im Südwesten der chinesischen Provinz Yunnan. Er hat eine Fläche von 5.263 Quadratkilometern und zählt 281.554 Einwohner (Stand: Zensus 2020). Sein Hauptort ist die Großgemeinde Lianzhu (联珠镇).

## Administrative Gliederung
Auf Gemeindeebene setzt sich der autonome Kreis aus zehn Großgemeinden und fünf Gemeinden (davon zwei Nationalitätengemeinden) zusammen. Diese sind:
- Großgemeinde Lianzhu (联珠镇)
- Großgemeinde Tongguan (通关镇)
- Großgemeinde Tuantian (团田镇)
- Großgemeinde Jingxing (景星镇)
- Großgemeinde Longba (龙坝镇)
- Großgemeinde Xinfu (新抚镇)
- Großgemeinde Wenwu (文武镇)
- Großgemeinde Baliu (坝溜镇)
- Großgemeinde Sinanjiang (泗南江镇)
- Großgemeinde Yayi (雅邑镇)

- Gemeinde Xin’an (新安乡)
- Gemeinde Longtan (龙潭乡)
- Gemeinde Naha (那哈乡)

- Gemeinde Yutang der Yi (鱼塘彝族乡)
- Gemeinde Mengnong der Yi (孟弄彝族乡)